# Lygodactylus guibei
Lygodactylus guibei är en ödleart som beskrevs av  Pasteur 1965. Lygodactylus guibei ingår i släktet Lygodactylus och familjen geckoödlor. IUCN kategoriserar arten globalt som nära hotad. Inga underarter finns listade i Catalogue of Life.